# Білоконь Олег Валерійович
Оле́г Вале́рійович Білоко́нь [Архівовано 25 червня 2021 у Wayback Machine.] (нар. 31 липня 1977, Кременчук) — легкоатлет, заслужений майстер спорту України.

## Життєпис
Займається у секції легкої атлетики Полтавського облцентру «Інваспорт». У 1999 році вступив до Кременчуцького державного політехнічного університету. Дебютує на XVII Універсіаді м. Харків, де став переможцем змагань з метання диску.  Його відразу ж запросили до складу збірної Полтавщини, для участі у Чемпіонаті України по Європейській EDCO та Міжнародної CISS версій, для спортсменів з порушенням слуху >55 % /у Олега з дитинства майже 70 %!/. Перемігши на цих змаганнях, з високим для цих версій результатом, він терміново потрапляє до складу національної збірної команди України  для участі у Чемпіонаті Європи, Греція, де виборов срібні медалі  у двох дисциплінах: метання диску та штовхання ядра.
У наступному 2000 році на першому зимовому Чемпіонаті Європи Олег Білоконь  вже виборює золото і встановлює свій першій рекорд у штовханні ядра 7,257 кг для закритих приміщень 15,21 м.
2001 р. XIX Дефлімпійські ігри, Італія.  У Римі Олег завойовує свою першу золоту медаль у штовханні ядра i срібло у метанні диску, поступившись лише рекордсмену світу  італійцю Кристіану Потону.
2003 р. Вже на Чемпіонаті Європи йому вдалося завоювати усе золото в обидвох дисциплінах. 2004 р. I знову золото на зимному Чемпіонаті Європи у Болгарії. Терміново виграє усі змагання на першості країни i готується до наступних Дефлімпійських ігор.
2005 р. XX Літні Дефлімпійські ігри в Австралії. Він підтверджує, що у даний час є найсильнішим метателем, вигравши золоті медалі в обох дисциплінах. Теж повторюється i на першості Європи у 2007 році, де знову той же успіх, i у 2008 р. на зимовому Чемпіонаті  у Болгарії, де знову золота медаль в штовханні ядра в закритих приміщеннях, але у Туреччині, на першому Чемпіонаті Світу виборов золоту медаль тільки у диску, посівши друге місце в штовханні ядра.
2009 р. На третіх для себе XXI-х Дефлімпійських іграх, перебуваючи в чудовій спортивній формі, несподівано у штовханні ядра займає незручне для себе 4 місце, але через два дні компенсує невдачу золотою медаллю у метанні диску 53,25 м, не дотягнувши 10 см до олімпійського рекорду. I знову яскраві перемоги без жодної поразки: золото в диску и срібло у ядрі на літньому ЧЕ 2011 р. у Туреччині, Золото у ядрі в  закритих приміщень Естонії 2012 р. золото у ядрі i бронзова медаль у диску, Канада, Чемпіонат Світу у цьому ж році.
2013 р. Наприкінці своєї спортивної кар'ери Олег Білоконь у ранзі 4-х кратного дефлімпійського чемпіона прибув на свої четверті XXII-i Дефлімпійські ігри, де виборює лише дві бронзові медалі i у диску, i у ядрі. З цього часу він зосереджується в тренуваннях лише в диску i 2015 року на Європі, Польща, а також у 2016 р. на Чемпіонаті Світу, Болгарія.
Виборює срібло, з кращим для себе результатом 54,35 м що спокусило його ухвалити рішення поборотися на своїй п'ятій олімпіаді. Але чуда не виникло i на XXIII-х Дефлімпійських іграх він посів, хоча  i почесне, але четверте місце.
23 лютого 2012 року указом № 141/2012 призначено стипендію

## Досягнення
| Рік  | Чемпіонат                                           | Місце проведення          | Місце | Дисципліна |
| ---- | --------------------------------------------------- | ------------------------- | ----- | ---------- |
| 1999 | 17-а універсіада України                            | м. Харків                 | 1     | диск       |
| 1999 | 5-й Чемпіонат Європи                                | Греція                    | 2     | диск       |
| 1999 | 5-й Чемпіонат Європи                                | Греція                    | 2     | ядро       |
| 2000 | 1-й зимовий Чемпіонат Європи для закритих приміщень | Польща                    | 1     | ядро       |
| 2001 | 19-і Дефлімпійські ігри                             | Італія, м. Рим            | 1     | ядро       |
| 2001 | 19-і Дефлімпійські ігри                             | Італія, м. Рим            | 2     | диск       |
| 2003 | 6-й Чемпіонат Європи                                | Естонія                   | 1     | диск       |
| 2003 | 6-й Чемпіонат Європи                                | Естонія                   | 1     | ядро       |
| 2004 | 2-й зимовий Чемпіонат Європи для закритих приміщень | Болгарія                  | 1     | ядро       |
| 2005 | 20-і Дефлімпійські Ігри                             | Австралія, м. Сідней      | 1     | диск       |
| 2005 | 20-і Дефлімпійські Ігри                             | Австралія, м. Сідней      | 1     | ядро       |
| 2007 | 7-й Чемпіонат Європи                                |                           | 1     | диск       |
| 2007 | 7-й Чемпіонат Європи                                | 1                         | ядро  |            |
| 2008 | 3-й зимовий Чемпіонат Європи для закритих приміщень | Болгарія, м. Софія        | 1     | ядро       |
| 2008 | 1-й Чемпіонат Світу                                 | Туреччина                 | 1     | диск       |
| 2008 | 1-й Чемпіонат Світу                                 | Туреччина                 | 2     | ядро       |
| 2009 | 21-і Дефлімпійські Ігри                             | Тайвань, м. Тайбей        | 1     | диск       |
| 2009 | 21-і Дефлімпійські Ігри                             | Тайвань, м. Тайбей        | 4     | ядро       |
| 2011 | 8-й Чемпіонат Європи                                | Туреччина                 | 1     | диск       |
| 2011 | 8-й Чемпіонат Європи                                | Туреччина                 | 2     | ядро       |
| 2012 | 4-й зимовий Чемпіонат Європи для закритих приміщень | Естонія                   | 1     | ядро       |
| 2012 | Чемпіонат світу                                     | Канада, м. Торонто        | 1     | ядро       |
| 2012 | Чемпіонат світу                                     | Канада, м. Торонто        | 3     | диск       |
| 2013 | 21-і Дефлімпійські Ігри                             | Болгарія, м. Софія        | 3     | диск       |
| 2013 | 21-і Дефлімпійські Ігри                             | Болгарія, м. Софія        | 3     | ядро       |
| 2015 | 9-й Чемпіонат Європи                                | Польща, м. Бидгощ         | 2     | диск       |
| 2016 | 2-й Чемпіонат Світу                                 | Болгарія, м. Стара Загора | 2     | диск       |

У складі національної збірної команди посів перше місце на чемпіонаті Європи в Польщі (2000 р.), перше і друге місця на Дефлімпійських іграх в Італії (2001 р.), два перших місця на чемпіонаті Європи в Естонії (2003 р.), перше місце на чемпіонаті Європи в Болгарії (2004 р.), 2 перших місця на Дефлімпійських іграх в Австралії (2005 р.) та перше і друге місце на чемпіонаті світу в Туреччині (2008 р.).
З 27 по 28 лютого 2011 року, у місті Суми відбулися змагання Чемпіонату України з легкої атлетики в закритому приміщенні серед спортсменів з вадами слуху. На ньому Олег виграв золото у штовхання ядра з результатом 14.65 м.
У турецькому місті Кайзери, де проходив VIII Чемпіонат Європи з легкої атлетики з 10 по 16 липня 2011 року Білоконь завоював золото (метання диска — 48,08 м) та срібло (штовхання ядра)
На Чемпіонаті світу з легкої атлетики 2012 року в Канаді завоював золото і бронзу

### Літні дефлімпійські ігри 2013
На літній Дефлімпіаді, яка проходила у місті Софія (Болгарія) з 26 липня по 4 серпня 2013 Олег завоював дві бронзи: у метанні диска і в штовханні ядра. Для 36-річного кременчужанина, який виступав на попередніх чотирьох Іграх, це сьома і восьма медалі серед спортсменів з порушенням слуху.
1 серпня на головному стадіоні Болгарії спортсмен завоював «бронзу» у метанні диска, поступившись 21-річним спортсменам з Ірану та Росії. Чемпіоном став Сахад Піраєгерчаман, а срібним призером — Дмитро Калмиков. 2 березня атлет став третім у штовханні ядра. Знову попереду 21-річні спортсмени — переможець Дмитро Калмиков і срібний призер Вітенас Івашкевічус з Литви.

## Нагороди та звання
- Орден «За заслуги» II ст. (3 грудня 2013) — за досягнення високих спортивних результатів на XXII літніх Дефлімпійських іграх у м. Софії, виявлені мужність, самовідданість та волю до перемоги, піднесення міжнародного авторитету України[8]
- Орден «За заслуги» III ст. (24 лютого 2005) — за досягнення високих спортивних результатів, здобуття першого загальнокомандного місця на XX літніх Дефлімпійських іграх, піднесення міжнародного престижу України[9]
- Орден «За мужність» III ст. (17 вересня 2009) — за досягнення високих спортивних результатів на XXI літніх Дефлімпійських іграх у Тайпеї (Тайвань), виявлені мужність, самовідданість і волю до перемоги, піднесення міжнародного авторитету України[10]
- Почесна грамота Кабінету Міністрів України (12 жовтня 2001) — за вагомий внесок у параолімпійський рух, високі досягнення на XIX Олімпійських іграх глухих[11]
- Майстер спорту України,
- Майстер спорту міжнародного класу
- Знак «Почесна Грамота Верховної Ради України» 1-й — 2001р, 2-й-2005 р. І 3-й — 2009 р.
- Заслужений майстер спорту України